# Liste der Monuments historiques in Lion-devant-Dun
Die Liste der Monuments historiques in Lion-devant-Dun führt die Monuments historiques in der französischen Gemeinde Lion-devant-Dun auf.

## Liste der Objekte
| Bezeichnung                        | Beschreibung                                                                      | Standort                        | Kennzeichnung | Schutzstatus | Datum | Bild |
| ---------------------------------- | --------------------------------------------------------------------------------- | ------------------------------- | ------------- | ------------ | ----- | ---- |
| Skulptur Heilige Thekla            | Holz, farbig gefasst, 18. Jahrhundert; eingelagert                                | in der Kirche St-Germain (Lage) | PM55002001    | Inscrit      | 1979  |      |
| Hauptaltar                         | Altartisch, Retabel und Skulptur Heiliger Germanus; Holz, farbig gefasst, um 1755 | in der Kirche St-Germain (Lage) | PM55001345    | Classé       | 2000  |      |
| Wandvertäfelung des Chorraums      | Holz, 18. Jahrhundert                                                             | in der Kirche St-Germain (Lage) | PM55000337    | Classé       | 1913  |      |
| Skulptur Madonna mit Kind          | Holz, farbig gefasst, 17. Jahrhundert                                             | in der Kirche St-Germain (Lage) | PM55000341    | Classé       | 1948  |      |
| Skulptur Heilige Emerentiana       | Holz, farbig gefasst, 18. Jahrhundert; eingelagert                                | in der Kirche St-Germain (Lage) | PM55001999    | Inscrit      | 2001  |      |
| Skulptur Heilige Katharina         | Holz, farbig gefasst, 18. Jahrhundert; eingelagert                                | in der Kirche St-Germain (Lage) | PM55001997    | Inscrit      | 2001  |      |
| Skulptur Heiliger Vinzenz          | Holz, 18. Jahrhundert                                                             | in der Kirche St-Germain (Lage) | PM55002000    | Inscrit      | 1979  |      |
| Bilderrahmen                       | Holz, 18. Jahrhundert                                                             | in der Kirche St-Germain (Lage) | PM55000338    | Classé       | 1913  |      |
| Kanzel                             | Holz, 17. Jahrhundert                                                             | in der Kirche St-Germain (Lage) | PM55000336    | Classé       | 1913  |      |
| Konsoltisch                        | Holz, farbig gefasst und vergoldet, Marmor, um 1700; 1975 gestohlen               | in der Kirche St-Germain (Lage) | PM55000340    | Classé       | 1939  |      |
| Kirchenbank                        | Eichenholz, bemalt, 18. Jahrhundert                                               | in der Kirche St-Germain (Lage) | PM55002003    | Inscrit      | 2004  |      |
| Zwei Beichtstühle                  | Holz, 18. Jahrhundert                                                             | in der Kirche St-Germain (Lage) | PM55000339    | Classé       | 1933  |      |
| Skulptur Heiliger Maurus           | Holz, 17. Jahrhundert                                                             | in der Kirche St-Germain (Lage) | PM55000334    | Classé       | 1913  |      |
| Chorgestühl                        | zwei Bänke zu je drei Sitzen; Eichenholz, 18. Jahrhundert                         | in der Kirche St-Germain (Lage) | PM55001998    | Inscrit      | 2001  |      |
| Zwei Seitenaltäre                  | jeweils Altartisch und Retabel; Holz und Stein, Mitte des 18. Jahrhunderts        | in der Kirche St-Germain (Lage) | PM55002002    | Inscrit      | 2003  |      |
| Triumphbogen mit Kreuzigungsgruppe | Holz, farbig gefasst, 17. Jahrhundert                                             | in der Kirche St-Germain (Lage) | PM55000335    | Classé       | 1913  |      |
| Weihwasserbecken                   | Gusseisen, 14. Jahrhundert                                                        | in der Kirche St-Germain (Lage) | PM55000333    | Classé       | 1913  |      |